# سفیدچاه
سفیدچاه، روستایی است از توابع بخش یانه‌سر شهرستان گلوگاه در استان مازندران ایران.
در این روستا قبرستانی باستانی قرار دارد که قدمت آن به بیش از ۵۰۰۰ سال پیش بر می‌گردد.

## جمعیت
این روستا در دهستان شهدا قرار دارد و براساس سرشماری مرکز آمار ایران در سال ۱۳۸۵، جمعیت آن ۹۹ نفر (۲۶خانوار) بوده است. مردم سفیدچاه از قومیت طبری هستند. مردم سفیدچاه به زبان طبری (مازندرانی) سخن می‌گویند.